# Lluís Vicenç Gargallo
Lluís Vicenç Gargallo (spanisch: Luis Vicente Gargallo, * um 1636; † 19. Februar 1682 in Barcelona) war ein Komponist und Kapellmeister des Barock aus dem katalanischen Kulturraum, der vermutlich aus den valencianischen Gebieten stammte.

## Leben und Werk
Der Geburtsort beziehungsweise das genaue Geburtsdatum von Lluís Vicenç Gargallo sind nicht bekannt. Über sein familiäres Umfeld ist ebenfalls wenig bekannt. Gargallo trat zwischen 1648 und 1649 als Chorknabe in die Kathedrale von Valencia ein und blieb dort bis 1651 oder 1652. Seine erste musikalische Ausbildung erhielt er dort bei den Kapellmeistern Francesc Navarro und Dídac Pontac. Es ist wahrscheinlich, dass Gargallo von 1652 bis 1659 bei Urbà de Vargas und Gracià Baban seine musikalische Ausbildung an der Kathedrale von Valencia fortsetzte und Komposition studierte, wenn dies auch im Detail nicht nachgewiesen ist. Letztere These vertrat und begründete vor allem der Musikwissenschaftler und Gargallo-Fachmann Francesc Bonastre.
Im Juni 1659 trat Gargallo die Stelle des Kapellmeisters an der Kathedrale von Huesca an, eine Position, die seine Lehrer Vargas und Baban zuvor ebenfalls innehatten. Im November 1667 wechselte er in die gleiche Position an der Kathedrale von Barcelona. Unter seinen Schülern in Barcelona waren mehrere zukünftige Kapellmeister und Komponisten wie Josep Gaz und Isidre Serrada. Nach  seinem Tod wurde Gargallo zunächst kommissarisch durch Jaume Riera und endgültig im Juli 1682 durch Joan Barter ersetzt.
Von Gargallos sind über 70 Kompositionen auf uns überkommen. Diese Dokumente finden sich heute in der Katalanische Nationalbibliothek, in den Bibliotheken der Kathedralen von Girona und Saragossa sowie in den Bibliotheken der Capella del Corpus Christi in Valencia und in den Kirchen Sant Pere de Canet de Mar und Santa Maria de Cervera. Die liturgischen Kompositionen umfassen 32 Werke, acht für 4 bis 16 Stimmen, eine Totenmesse, vier Messen mit 5 bis 8 Stimmen und ein Requiem für zwei Chöre; Außerdem komponierte er zwei Oratorien („Die Geschichte von Josef und seinen Brüdern“ und „Abraham opfert seinen Sohn Isaak“), fünfundzwanzig Villancicos und fünfzehn „Tonos“ (religiöse Lieder, Weisen). Er war der erste bekannte Komponist im katalanischen und spanischen Kulturraum, der die barocke Musikform des Oratoriums kultivierte.